# Satyrus orsiera
Satyrus orsiera är en fjärilsart som beskrevs av De Prunner 1798. Satyrus orsiera ingår i släktet Satyrus och familjen praktfjärilar. Inga underarter finns listade.